# Stazione di Fabrica di Roma (FS)
Stazione di Fabrica di Roma vasútállomás Olaszországban, Fabrica di Roma településen.

## Vasútvonalak
Az állomást az alábbi vasútvonalak érintik:
- Civitavecchia-Orte-vasútvonal

## Kapcsolódó állomások
A vasútállomáshoz az alábbi állomások vannak a legközelebb:
- Caprarola railway station
- Corchiano railway station